# Hans Rebel
Hans Rebel (ur. 2 września 1861 w Hietzing, zm. 19 maja 1940 w Wiedniu)  – austriacki entomolog, lepidopterolog, prawnik, w latach 1925–1933 pierwszy dyrektor Muzeum Historii Naturalnej w Wiedniu.

## Życiorys
Hans Rebel urodził się 2 września 1861 roku w Hietzing. W latach 1881–1885 studiował prawo na Uniwersytecie Wiedeńskim i w 1886 roku uzyskał doktorat. Od 1887 roku pracował jako prawnik, a po egzaminie sędziowskim zdanym w 1891 roku jako sędzia. Równolegle zajmował się entomologią, specjalizując się w badaniach nad motylami dziennymi. 
W 1893 roku porzucił zawód prawnika na rzecz pracy jako asystent naukowy w dziale zoologicznym Muzeum Historii Naturalnej w Wiedniu. W latach 1893–1894 studiował zoologię na Uniwersytecie Wiedeńskim, które ukończył doktoratem w 1895 roku. Habilitację uzyskał w 1898 roku, a w 1906 roku tytuł profesora nadzwyczajnego. 
Od 1896 roku pracował jako asystent Muzeum Historii Naturalnej, gdzie w 1904 roku został pomocnikiem kuratora (niem. Kustosadjunkt), a następnie kustoszem zbiorów motyli, przejmując tę funkcję po Aloisie Friedrichu Rogenhoferze (1831–1897), który odszedł na emeryturę. Od 1923 roku kierował działem zoologicznym muzeum, a w 1925 roku objął nowo utworzone stanowisko pierwszego dyrektora muzeum (niem. Erster Direktor). W 1921 roku otrzymał tytuł radcy dworskiego (niem. Hofrat. 
W 1933 roku przeszedł na emeryturę. Zmarł 19 maja 1940 roku w Wiedniu.

## Działalność naukowa
Rebel specjalizował się w badaniach nad motylami dziennymi. Poprowadził siedem dużych wypraw badawczych na Bałkany i do Grecji. Napisał prawie 300 prace, które opublikowano, m.in. monografie świata zwierząt krajów bałkańskich, Krety, Wysp Kanaryjskich oraz wiele opisów motyli z tych regionów, a także z innych regionów świata, m.in. Afryki Środkowej, Sahary, Maroka, Egiptu, Sudanu, Samoa, Balearów czy Nowej Ziemi. Sporządzał również opisy skamieniałości. W 1897 roku rozpoczął współpracę z Otto Staudingerem (1830–1900) nad katalogiem motyli (niem. Catalog der Lepidopteren des palaearktischen Faunengebiets), który ukazał się drukiem w 1901 roku po śmierci Staudingera. W 1910 roku wydał nowe opracowanie dzieła Friedrich Berge (1811–1883) Schmetterlingsbuch.

## Publikacje
Lista publikacji podana za Österreichisches Biographisches Lexikon:
- 1892–1917 – Beiträge zur Lepidopterenfauna der Kanaren
- 1901 – Catalog der Lepidopteren des palaearktischen Faunengebiets (współautor razem z Otto Staudingerem (1830–1900))
- 1903–1913 – Studie über die Lepidopterenfauna der Balkanländer
- 1907 – Lepidopteren aus Südarabien und von der Insel Sokótra
- 1912 – Die Lepidopterenfauna von Herkulesbad und Orsova
- 1916 – Die Lepidopterenfauna Kretas

## Członkostwa, wyróżnienia i odznaczenia
- 1881 – członek towarzystwa zoologiczno-botanicznego (niem. Zoologisch-Botanische Gesellschaft in Wien)[6]
- członek niemieckiego stowarzyszenia entomologów (niem. Deutsche Gesellschaft für allgemeine und angewandte Entomologie)
- 1916 – członek honorowy wiedeńskiego stowarzyszenia entomologów (niem. Wiener Entomologen-Verein)[7]
- 1936 – członek korespondencyjny Austriackiej Akademii Nauk[7]